# Eva Herzigová

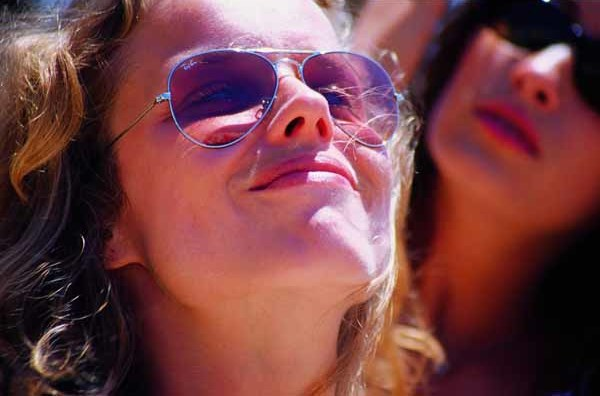
Eva Herzigová in 2000

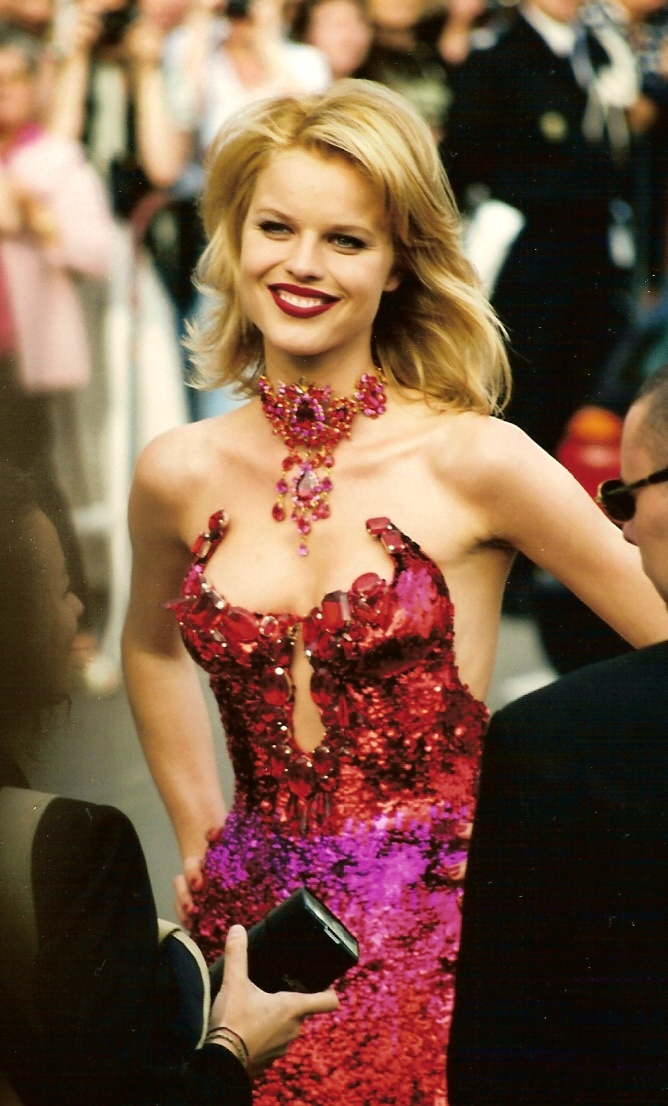
Eva Herzigová in 1997

Eva Herzigová (Litvínov, 10 maart 1973) is een Tsjechisch fotomodel.

## Carrière
Herzigová's modellencarrière begon na het winnen van een modellenwedstrijd in Praag in 1989. Haar eerste grote opdracht was voor een campagne voor de Wonderbra in de jaren '90. In die tijd was ze ook te zien in advertenties voor het jeansmerk Guess?. Ook verscheen ze in de catalogus van Victoria's Secret en in het blad Sports Illustrated. Ze stond naakt in Playboy Magazine in augustus 2004.

## Privéleven
Herzigová trouwde in september 1996 met Tico Torres, de drummer van de band Bon Jovi. Het paar scheidde in juni 1998.
Herzigová heeft met haar huidige vriend, een Italiaanse ondernemer, drie zonen.

## Postuur
Ze is 1,79 meter lang, weegt 60 kilo, heeft blond haar en groene ogen.

## Filmografie
- Inferno (1992)
- Les Anges gardiens (1995)
- L'amico del cuore (1998)
- Just for the Time Being (2000)
- Modigliani (2004)
- Het portret van Dorian Gray (bijrol 2005)

- Bibliothèque nationale de France: cb17130041h (data)
- Gemeinsame Normdatei: 1061994880
- International Standard Name Identifier: 0000 0001 1440 2615
- Library of Congress Control Number: no2007043258
- MusicBrainz: 4cd792bc-9d09-4aad-aa19-a87a5676183a
- Nationale Bibliotheek van Tsjechië: xx0042553
- Nationale bibliotheek van Australië: 42358479
- Nationale Bibliotheek van Israël: 987007348016205171
- Trove: 1457688
- Virtual International Authority File: 26839273
- WorldCat: E39PBJvd7yKXxhw8FHBqTp4jG3